# Colus halimeris
Colus halimeris är en snäckart som först beskrevs av Dall 1919.  Colus halimeris ingår i släktet Colus och familjen valthornssnäckor. Inga underarter finns listade i Catalogue of Life.